# Eublemma wollastoni
Eublemma wollastoni is een vlinder van de familie van de spinneruilen (Erebidae). De wetenschappelijke naam van deze soort is voor het eerst voorgesteld door Lionel Walter Rothschild in een publicatie uit 1901.
De soort komt voor in Egypte en Soedan.